# Legacy of Kain
Legacy of Kain è una serie di videogiochi prodotta dalla Crystal Dynamics, che narra le vicende di due vampiri, Kain e Raziel nella terra di Nosgoth.
Di questa serie sono stati pubblicati 5 giochi: Blood Omen e Blood Omen 2, che narrano le vicende di Kain; Soul Reaver e Soul Reaver 2, che narrano invece le vicende di Raziel; e Defiance, che fonde le vicende delle due "saghe" in un unico gioco e funge da epilogo, dove a tempi alternati è possibile controllare i due protagonisti.
La saga è di proprietà della Embracer Group dopo che quest'ultima ha acquisito la Crystal Dynamics nel 2022.

## Titoli pubblicati
Serie principale
| Anno | Titolo del gioco              | Protagonista | Dispositivi                        | Ordine fabula |
| ---- | ----------------------------- | ------------ | ---------------------------------- | ------------- |
| 1997 | Blood Omen: Legacy of Kain    | Kain         | PlayStation, PC                    | 1             |
| 1999 | Legacy of Kain: Soul Reaver   | Raziel       | Dreamcast, Playstation, PC         | 3             |
| 2001 | Legacy of Kain: Soul Reaver 2 | Raziel       | PlayStation 2, PC                  | 4             |
| 2002 | Blood Omen 2: Legacy of Kain  | Kain         | GameCube, PlayStation 2, Xbox e PC | 2             |
| 2004 | Legacy of Kain: Defiance      | entrambi     | PlayStation 2, Xbox e PC           | 5             |

Crossover
- Lara Croft and the Guardian of Light – DLC: Raziel and Kain Character Pack (2010) contenuto crossover, estetico.[1]

Antologie
- Legacy of Kain Collection (2012), antologia esclusiva per Steam dei tre giochi Legacy.[2]
- Legacy of Kain: Soul Reaver 1 & 2 Remastered (2024) rimasterizzato dal Aspyr, pubblicazione pianificata al 12 dicembre.[3]

Abrogati
- Legacy of Kain: The Dark Prophecy (2004), di Ritual Entertainment, annullato durante lo sviluppo[4].
- Legacy of Kain: Dead Sun (2012), di Climax Studios, annullato durante lo sviluppo.[5]
- Nosgoth (2013-2016), di Psyonix, free-to-play competitivo, pubblicato per PC, i server vengono chiusi nel maggio 2016.[6]

Nel 2011 è stato indetto un sondaggio sul possibile titolo di un nuovo capitolo della serie.
Nel 2022 un altro sondaggio della Crystal Dynamics ha ricevuto oltre 100.000 risposte.
Deadhaus Sonata, videogioco di ruolo cooperativo free-to-play sviluppato da Apocalypse Studios e diretto da Denis Dyack, creatore del primo Blood Omen: Legacy of Kain, è un successore spirituale della saga di Legacy of Kain. Annunciato nel 2019, è previsto per Microsoft Windows, PlayStation 4 e Xbox One.

## Trama
Legacy of Kain è ambientato nella terra immaginaria di Nosgoth, dove in origine due razze in particolare ne detennero la supremazia in rapporti relativamente pacifici: l'Antica Razza e gli Hylden. Tuttavia, tra il popolo dell'Antica Razza nacque il culto dell'"Anziano Dio", entità che l'Antica Razza riconosce come il proprio dio il quale traccia il destino di ogni anima, ed essi iniziarono a pretendere che anche gli Hylden si convertissero al loro credo. Questi ultimi, molto più avanzati tecnologicamente e restii all'idea dell'esistenza delle divinità, rifiutarono di aderire a tale religione, e questo creò un lungo periodo di tensione tra le due razze, sfociato poi in una guerra che durò per circa 1000 anni. Alla fine, l'Antica Razza sconfisse gli Hylden ed eresse i Pilastri di Nosgoth, nove incommensurabili colonne con ciascuna uno specifico Guardiano, che avevano il potere di salvaguardare la vita su Nosgoth e confinare gli Hylden in un'altra dimensione. Per vendicarsi, gli Hylden lanciarono sull'Antica Razza una terribile maledizione: non solo le vittime caddero nella sete di sangue e nella sterilità, ma ancor peggio divennero immortali, in sostanza dei vampiri. Vedendoli in tale stato, l'"Anziano Dio" cessò di mostrarsi ai loro occhi e li separò dalla Ruota del Destino, gettandoli nella disperazione. 
I secoli passarono e i Guardiani dei Pilastri scomparvero, probabilmente uccisi dagli umani in rivolta sotto la guida di Mortanius e Moebius; tra gli stessi umani furono scelti nuovi Guardiani, i quali si fecero chiamare Cerchio dei Nove, crearono un'oligarchia incentrata sulle loro figure e divennero a capo di un esercito di nome Sarafan, tra le cui mansioni principali vi fu la caccia ai Vampiri. Vedendo che l'Antica Razza stava quindi scomparendo, uno di loro, Janos Audron, nel tentativo di salvaguardarla, decise di vampirizzare ogni nuovo Guardiano umano, una volta arrivato ad una certa età. Il primo umano ad essere vampirizzato fu Vorador, che si era particolarmente distinto per i suoi servigi presso i vampiri; egli forgiò la Soul Reaver (Mietitrice d'Anime), una spada magica pervasa da un'entità divoratrice di flusso vitale. L'Antica Razza, oramai maledetta, aveva chiesto la creazione di tale arma per una profezia, avendo previsto che un giorno sarebbe giunto un messia che salverà tutta Nosgoth.
Un giorno, i Sarafan Raziel, Turel, Dumah, Rahab, Zephon e Melchia riescono a raggiungere il luogo dove si rintana Janos Audron e lo uccidono estraendone il cuore ancora pulsante e rubano anche la Mietitrice d'Anime. Scopertone il cadavere, l'infuriato Vorador si scaglia nella Fortezza dei Sarafan e uccide sei Guardiani; tale evento verrà reso pubblico, raffigurato in vetrate e affreschi per promuovere la malvagità dei Vampiri. Quello stesso giorno il Messia previsto dalle profezie dell'Antica Razza attaccherà la roccaforte Sarafan, recupererà la Mietitrice d'Anime e ucciderà i Sarafan che hanno assassinato Janos Audron; la spada si nutrirà anche dello stesso Messia, trasformandola da lama divoratrice di fluidi vitali in una lama divoratrice di anime. In sostanza, la Fortezza dei Sarafan ha subito due attacchi in un giorno solo per colpa della morte di Janos Audron, ma l'attacco del Vampiro Vorador è stato strumentalizzato, mentre al contrario lo sterminio del Messia è stato tenuto segreto.
Uno dei Guardiani, Lady Azimut, del Pilastro della Dimensione, grazie al suo titolo ha la facoltà di viaggiare tra le dimensioni e anche di portare Demoni tra i vivi.
Un Hylden viene riportato su Nosgoth dalla Dimensione dei Demoni, e non avendo un corpo tutto suo è costretto a prendere il controllo degli altri, mentre inizia ad architettare la sua vendetta. Legato alle azioni dell'Hylden è il culto di Hash'Agh'Ghik, demone mostruoso situato nel cuore delle rovine sotterranee della Cattedrale di Avernus dove la stessa Lady Azimuth è la matriarca.
Passano 470 anni e l'Hylden giunto a Nosgoth prenderà il controllo del corpo di Mortanius, che utilizzerà per pugnalare Ariel, la Guardiana del Pilastro dell'Equilibrio. Il fato però volle che fosse fidanzata proprio con un Guardiano: Nupraptor della Mente. Costui impazzisce e infetta tutto il Cerchio, compreso Kain, un nobile signore che aveva appena sostituito Ariel come Pilastro dell'Equilibrio.
30 anni dopo, Mortanius finalmente riesce a prendere nuovamente il controllo del suo corpo e decide di rimediare alle azioni dell'Hylden. Fa uccidere il giovane Kain ed utilizza un antico artefatto, il Cuore delle Tenebre, per trasformare l'ignaro Guardiano Kain in uno strumento di redenzione dei Pilastri di Nosgoth. Aiutato dallo spirito di Ariel, Mortanius guida Kain verso l'annientamento del Cerchio, e lui stesso accetta il proprio sacrificio fino a morire per la causa, non prima di essersi trasformato per via dell'influenza dell'Hylden ed aver dato del filo da torcere a Kain. Eliminati tutti i Guardiani, Kain scopre di essere lui stesso l'ultimo. Lo spirito di Ariel non può conoscere l'origine dei Pilastri dato che lei è nata in un'era in cui essi erano già monopolizzati dagli esseri umani, completamente ignara che fossero stati eretti dagli antenati dei vampiri. Ariel informa quindi Kain che la sua condizione di Vampiro è incompatibile con la sua carica di Guardiano: sia Kain che Ariel infatti non sanno che tale incompatibilità era originata dalla corruzione dilagata dalla pazzia di Nupraptor. Contro ogni previsione, Kain, stufo di essere usato come pedina in ogni momento, decide di dannare Nosgoth rimanendo in vita. Edifica quindi la sua capitale proprio sulle rovine dei Pilastri, profana le tombe dei più celebri Sarafan e li trasforma nei vampiri che conquisteranno tutta la regione assieme a lui. Raziel sarà il Primo Luogotenente, seguito in ordine di importanza da Turel, Dumah, Rahab, Zephon e Melchiah. Tali vampiri creeranno i sei clan che diverranno legioni, che nel giro di un secolo annienteranno gli uomini, e intanto oscureranno i cieli con fornaci titaniche perennemente accese, plasmando Nosgoth a loro immagine e somiglianza. Dopo 1000 anni, Raziel dà i primi segnali di sfida alla figura dell'incontrastato Kain, e come punizione viene gettato nel Lago dei Morti, dove perisce.
Kain entra in contatto con le Camere Cronoplastiche dove sono presenti anche numerose Macchine Tessitrici del Tempo, che gli permettono di osservare il districarsi degli eventi nei vari continuum spaziotemporali. Inizia a comprendere che a quanto pare tutto gira attorno a Kain, Raziel, la Mietitrice d'Anime e ad un'antica minaccia (gli Hylden), Kain studia un piano per riportare tutto a posto.
Intanto, Raziel si riprende, come cadavere dal corpo scarnificato. Il Dio Anziano gli fa presente che hanno lo stesso obiettivo, spazzare via Kain e la sua stirpe; inoltre, abituato a nutrirsi di anime, è rimasto da qualche migliaio di anni senza cibo, quindi deve far tornare gli esseri umani in cima alla catena alimentare. Pur essendo un essere già morto, Raziel possiede comunque delle capacità fuori dal comune, e riesce a falciare gran parte dei suoi fratelli vampiri. Nella lotta contro Kain ai Pilastri, quest'ultimo scaglia un fendente con la Mietitrice contro il suo Ex Luogotenente, ma la lama si spacca per ragioni apparentemente ignote. Kain fugge senza più la sua arma, e Raziel la afferra in una versione fantasma che gli si avvinghia in una morsa indivisibile, fondendosi con lui per sempre, poi segu Kain che fugge attraverso una Macchina Tessitrice del Tempo in un'altra era, di preciso quella in cui è stata pugnalata Ariel, la quale morte ha corrotto i Pilastri attraverso la pazzia del suo amato Nupraptor. Raziel aggiusta al solo tocco la Mietitrice d'Anime di Wiliam il Giusto, spezzata nel combattimento contro Kain. Qui Kain svela di essere incompatibile con il suo titolo di Guardiano dell'Equilibrio per essere stato corrotto da Nupraptor, e non dalla sua natura vampirica. Raziel capisce attraverso Vorador che lui stesso è un personaggio il cui arrivo era stato profetizzato dall'Antica Razza, e che quindi l'unico modo per saperne di più sarebbe quello di andare 5 secoli nel passato per parlare con Janos Audron. Di nuovo Kain svela verità nascoste: gli eventi sono come un fiume in piena che non può cambiare il proprio corso e Raziel e Kain sono solo due granelli di sabbia. Quindi come aveva fatto Mobius a manovrare tutte le realtà fino a piegarle al proprio volere? Kain era riuscito a svelare tale mistero: erano i paradossi temporali. Ecco perché la morte di Wiliam il Giusto aveva cambiato gli eventi: perché il combattimento con le due Mietitrici di Anime aveva creato un paradosso. I paradossi sono come dighe capaci di interrompere o deviare il fiume del destino, ed in quel momento sulla tomba di Wiliam vi era una Mietitrice d'Anime, così come anche nel braccio di Raziel. Quest'ultimo finalmente può compiere la sua vendetta, ma in tal modo non potrà mai scoprire la verità. Così Raziel risparmia Kain, e avendo entrambe le mietitrici riesce a cambiare il destino del vampiro.

## La Mietitrice d'Anime
La Mietitrice d'Anime (Soul Reaver) è un'arma con una "vita propria". Quest'arma, forgiata dal vampiro Vorador, uno degli antichi vampiri di Nosgoth (terra in cui si svolgono tutte le vicende di Legacy of Kain) aveva originariamente il potere di succhiare il sangue delle sue vittime. Dal momento in cui essa si unisce con l'anima di Raziel acquisisce la capacità di divorare le anime.
La Mietitrice è la chiave della trama del gioco sin dal primo episodio (Blood Omen), poiché essa viene utilizzata, anche se involontariamente (tramite dei viaggi nel tempo di Kain e Raziel), per creare dei paradossi temporali e di conseguenza rimodellare il futuro e Raziel sarà destinato, nell'ultimo capitolo della saga, a diventare lo spirito predatore racchiuso in essa.

## I Pilastri
I Pilastri giocano un ruolo fondamentale nella saga
- Pilastro dell'Equilibrio: protetto da Ariel la Sacerdotessa, salvaguarda l'equilibrio e per venire ripristinato necessita dell'anima del suo guardiano
- Pilastro della Morte: protetto da Mortanius il Negromante, controlla la morte delle creature e per venire ripristinato necessita della sfera di Mortanius
- Pilastro del Tempo: protetto da Moebius l'Oracolo, controlla l'evoluzione del tempo e per essere ripristinato necessita della clessidra di Moebius
- Pilastro della Mente: protetto da Nupraptor il Mentalista, salvaguarda la condizione mentale degli abitanti di Nosgoth e per esser ripristinato necessita della testa di Nupraptor
- Pilastro del Conflitto: protetto da Malek il Sarafan, salvaguarda l'equilibrio conflittuale di Nosgoth e per essere ripristinato necessita dell'elmo di Malek
- Pilastro degli Stati: protetto da Anarcrothe l'Alchimista, salvaguarda gli stati fisici di Nosgoth e per essere ripristinato necessita della bilancia di Anarcrothe
- Pilastro della Dimensione: protetto da Azimuth il Planare, salvaguarda i piani dimensionali di Nosgoth (Regno Spettrale e Regno Materiale) e per essere ripristinato necessita del Terzo Occhio di Azimuth
- Pilastro della Natura: protetto da Bane il Druido, salvaguarda la natura di Nosgoth e per essere ripristinato necessita delle corna di Bane
- Pilastro dell'Energia: protetto da Dejoule l'Energista, rappresenta l'energia di Nosgoth e per essere ripristinato necessita del mantello di Dejoule

## I piani d'esistenza
Esistono due piani d'esistenza paralleli in Nosgoth, salvaguardati dal Pilastro della Dimensione: il Regno Spettrale e il Regno Materiale.

### Il Regno Spettrale
Il Regno Spettrale (o Mondo Spettrale, o Dimensione Spettrale, o Piano Spettrale, o Mondo/Regno degli Spiriti) è uno dei due piani d'esistenza paralleli della saga Legacy of Kain insieme al Regno Materiale (corrispondente al mondo reale). In questo piano esistenziale la materia non esiste e vi abitano solo spiriti.

#### Abitanti del Regno Spettrale
- Anime semplici (spettri): i principali abitanti del Regno Spettrale sono le semplici anime. Esse sono gli spiriti degli uomini e degli animali morti, che, non avendo più un'essenza fisica, si possono manifestare solo nel Regno Spettrale. Come il Dio Anziano spiega infatti a Raziel: "Libera dalla carne, l'anima di una creatura sta per sfumare nel Regno Spettrale: prendila in fretta, o sarai costretto a seguirla". La loro forma è semplice, e cambia fra i diversi giochi. In Soul Reaver hanno forma di un semplice cerchio, mentre in Soul Reaver 2 hanno la forma di un teschio. In Defiance hanno forma corporea, con gambe, braccia, testa, ecc, ma non materiale. Non possono camminare per terra, né difendersi, quindi passano il loro tempo a fluttuare. Sono la fonte di sostentamento principale dei divoratori d'anime.
- Sluagh: gli Sluagh sono definiti dal Dio Anziano "gli sciacalli del mondo sotterraneo", creature "la cui fame ha consumato intere legioni di anime". A differenza delle semplici anime, essi hanno una forma corporea (seppur ripugnante)e pseudo-materiale in tutti e tre i giochi e possono camminare per terra. La loro parvenza di forma è data loro proprio dalle anime che divorano: infatti se colpiti un certo numero di volte perdono quell'energia e fluttuano anche loro, impauriti, cercando di toccare terra, fin quando non vengono divorati a loro volta.
- Vampiri Spettrali: i Vampiri Spettrali sono (in base a ciò che l'Anziano dice a Raziel) "vampiri che hanno passato troppo tempo nel Regno Spettrale, e sono quindi diventati divoratori di anime". Nel primo Soul Reaver hanno una forma più umana, simile a quella dei vampiri materiali, e fluttuano a circa un metro dal terreno. Nel secondo scompaiono e vengono sostituiti da creature il cui nome è ignoto. Dette creature hanno una forma completamente diversa da quella dei Vampiri Spettrali: hanno un corpo più piccolo ma ricoperto di muscoli, camminano a quattro zampe e sanno correre ad una velocità incredibile. Anche loro, come gli Sluagh, una volta colpiti possono essere divorati.
- Demoni: in Soul Reaver 2 i demoni presenti nell'epoca futura e, in misura minore, passata possono manifestarsi in ambo i regni senza bisogno di Portali in quanto capaci di trasferirsi a piacimento da un piano all'altro. Essi hanno forma demoniaca e alitano fiato tossico. Dopo Raziel essi sono le creature più forti del Regno Spettrale. Non divorano anime, ma la loro anima può essere divorata da Raziel. A differenza di Sluagh e Vampiri Spettrali, la loro anima non ha la forma del loro corpo, bensì la forma di teschio, come le anime semplici.
- Raziel: Raziel, nonostante possa manifestarsi anche nel Regno Materiale, è a tutti gli effetti una creatura del Regno Spettrale, anzi, è la più potente delle creature spettrali, perché anche lui, come gli altri, finché è in questo Regno sottostà alle sue regole. Cammina per terra, la Mietitrice gli rigenera col tempo l'energia e può sconfiggere tutte le creature elencate sopra. Prima che la Mietitrice gli fosse vincolata usava i suoi artigli anche in questo piano d'esistenza. Dopo il vincolo, essa è onnipresente nel Regno Spettrale, non può richiamarla nel braccio ed essa non divora le anime delle sue vittime, né la sua energia (che, appunto, rigenera).

#### Regole del Regno Spettrale
Tutte le creature spettrali, Raziel compreso, devono sottostare ad alcune regole:
- Acqua eterea: come dice l'Anziano a Raziel:"Sappi che nel Mondo Spettrale l'acqua non pesa e non regge i corpi: è sottile come aria".Infatti anche sott'acqua si può camminare sul fondo del terreno, lottare, divorare anime, come se l'acqua non ci fosse, come se fosse, appunto, aria. Anche le precipitazioni sono comprese in questa regola: se nel Regno Materiale piove, nevica, o perfino grandina, in quello Spettrale no[17].
- Interazione impossibile: dal Regno Spettrale non si può interagire con quello Materiale: non si possono ossia aprire porte, muovere oggetti, spingere pulsanti, eccetera. Nei due Soul Reaver, Raziel non poteva utilizzare la capacità di arrampicarsi nel Regno Spettrale, cosa invece possibile in Defiance, forse per una svista dei programmatori.
- Reincarnazione impossibile: questa regola è l'unica alla quale Raziel e i demoni non devono sottostare: i demoni possono spostarsi dal Regno Spettrale al Regno Materiale a loro piacimento. Invece Raziel nei due Soul Reaver può passare al Regno Materiale tramite i Portali di Vita, posti in tutta Nosgoth dall'Anziano, mentre in Defiance l'Anziano chiude questi Portali per tenere imprigionato Raziel, ma questi riesce lo stesso ad effettuare il passaggio reincarnandosi nei gas eterei emanati dai cadaveri in decomposizione. Tutte le altre creature non possono tornare nel Regno Materiale una volta morti.

### Il Regno Materiale
Il Regno Materiale (o Mondo Materiale, o Dimensione Materiale, o Piano Materiale, o Mondo Fisico, o Mondo/Regno delle Cose) è uno dei due piani d'esistenza paralleli della saga Legacy of Kain. Questo è il piano d'esistenza corrispondente al mondo reale.
Ci sono due modi per passare al Regno Materiale: con i Portali di Vita nei due Soul Reaver e reincarnandosi con i gas eterei in Defiance.

#### Abitanti del Regno Materiale
Gli abitanti del mondo reale sono le cose viventi: uomini, animali, piante e (in Legacy of Kain) anche vampiri e demoni.

## Passaggio fra i due Regni
Raziel è una creatura del Regno Spettrale, ma può passare come ospite al Regno Materiale con un corpo fisico che si procura in diversi modi nei giochi dov'è protagonista: Portali di Vita nei due Soul Reaver e gas eterei in Defiance.

### Passaggio tramite i Portali
Nei due Soul Reaver, Raziel può passare al Regno Materiale tramite speciali Portali, chiamati Portali di Vita, posti in tutta Nosgoth dall'Anziano. Il Dio spiega a Raziel quando quest'ultimo è al cospetto del primo Portale: "Questi Portali sono un passaggio fra il Regno Spettrale e il Regno Materiale. Grazie ad essi potrai chiamare a te la materia, e diventare una presenza reale nel Mondo delle Cose. Ma ci sarà un prezzo: prima dovrai essere nel pieno nelle forze. Per tornare a questo piano d'esistenza, invece, non ti servirà alcun Portale. Potrai abbandonare il tuo corpo fisico in qualunque momento.". Non appena Raziel esegue il primo passaggio tramite il Portale citato, l'Anziano gli dice "Conserva le forze per prolungare la tua manifestazione nel Mondo Fisico: se non riuscirai a nutrirti, o se riceverai troppe ferite, questa fragile materia si dissolverà.".

### Passaggio tramite i gas eterei
In Defiance, non appena Raziel scova il primo Portale, sente l'Anziano che dice: "Dopo la tua ribellione credi che avresti goduto degli stessi favori? No, Raziel. Non mi serve che tu raggiunga il Regno Materiale, dunque non ti concederò di usare il condotto. Tu mi servi come spirito, e tale resterai." E mentre parla fa sparire i Portali da Nosgoth. Poco dopo nella sua avventura, Raziel scova una cripta: "Nella cripta avevo scoperto dei gas eterei, emanati dal cadavere in decomposizione che conteneva. Avvicinandomi avevo sentito una forte attrazione spirituale, che diventava sempre più intensa man mano che la distanza si riduceva." Poi si immette nel flusso dei gas: "Alla fine non è stato difficile. Mi sono proiettato in quella tomba e mi sono ritrovato rinato nel Regno Materiale. Era un ricettacolo orrendo, ma con uno sforzo di volontà anche questo sarebbe cambiato." Da quel momento in poi usa sempre i gas eterei con successo. Con i gas eterei non è richiesta la salute piena per passare al Regno Materiale.